# Paul Le Marinel (explorateur)
 (novembre 2012).
Pour les articles homonymes, voir Paul Le Marinel.
Paul-Amédée Le Marinel (né à Long Grove aux États-Unis le 4 juillet 1858 et mort 29 novembre 1912 à Watermael-Boisfort) est un officier de l'armée belge et explorateur de l'État indépendant du Congo. Il est connu pour ses campagnes au Lualaba, contre les Arabo-swahilis esclavagistes dans l'est du Congo et pour l'exploration du Katanga en 1891.

## Biographie
Paul-Amédée Le Marinel, né à Long Grove aux États-Unis le 4 juillet 1858, est le fils d'Amédée Le Marinel, un soldat originaire de Normandie, qui avait rejoint les révolutionnaires belges en 1830. En 1858, Amédée émigre aux États-Unis et bâtit une ferme à Long Grove (Iowa), où sont nés ses deux fils, Paul et Georges. En 1868, la famille retourne en Belgique. Son frère est également officier et administrateur au service de l'État indépendant du Congo.
Le 4 décembre 1876, Paul Le Marinel s'engage dans l'armée belge. Il s'inscrit à l'École Royale Militaire de Bruxelles et y obtient son diplôme d'officier en mai 1880 avec le grade de sous-lieutenant. Il sert dans le 13e régiment de Ligne pendant un an, puis pendant quelques années au régiment des Carabiniers.

### Première affectation au Congo

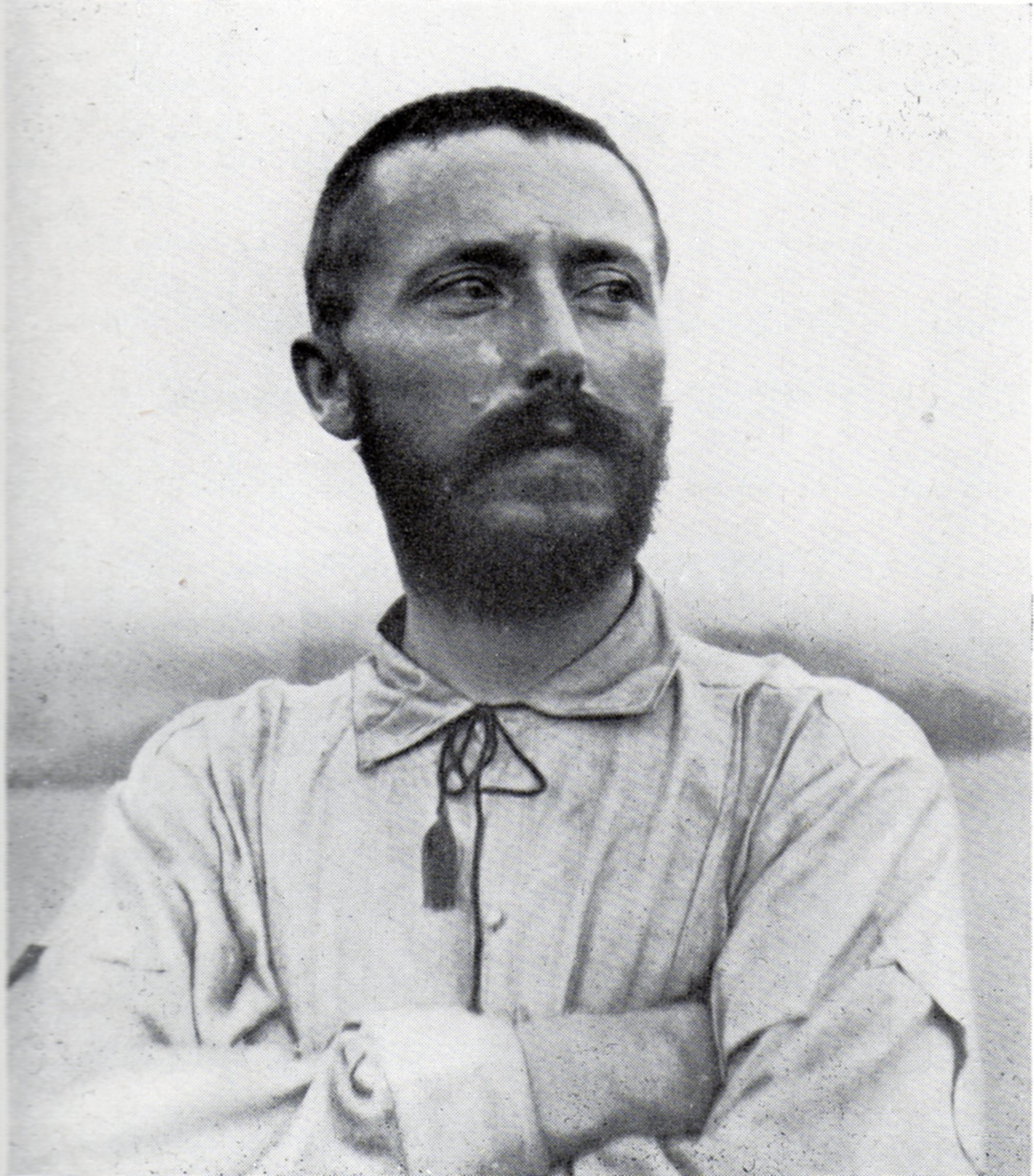
Paul Le Marinel, explorateur du Congo.

En août 1885, Paul Le Marinel est détaché auprès de l'Institut cartographique militaire, procédure normale pour les militaires belges envoyés au Congo, où il est affecté à la brigade topographique, dirigée par le capitaine Jungers. Peu après son arrivée, il est transféré à Luluabourg, chef-lieu du district du Kasaï où il rencontre l'explorateur allemand Hermann von Wissmann qui y a fondé un poste. Von Wissman attendait Le Marinel pour lui confier le commandement du poste, avant de partir en expédition et d'être forcé de revenir à cause de l'hostilité des indigènes et d'une épidémie de variole. En juillet 1886, une autre expédition part avec von Wissman et Le Marinel. Lorsque ceux-ci arrivent à Nyangwe, ils apprennent que les Arabes ont pris le poste de Stanley Falls. Wissmann décide pourtant de poursuivre avec un convoi de 60 de ses meilleurs soldats, laissant Le Marinel retourner à Luluabourg avec le reste affaibli de l'expédition.
De retour à Luluabourg, Le Marinel reçoit un message de Luebo déclarant que les indigènes autour du poste s'étaient révoltés. Le Marinel décide d'écraser la rébellion, mais les troupes indigènes désertent à la vue de l'ennemi. La bataille est un désastre et Le Marinel échappe de justesse à la mort. En battant en retraite, il rencontre le chef des Zappo Zap près de Lusambo. Les guerriers de Zappo Zap deviendront par la suite des alliés importants des Belges.
En 1888, Le Marinel doit retourner en Europe pour un congé après son mandat de trois ans. Dans Boma, en avril 1888, en attendant d'embarquer, il rencontre Alexandre Delcommune, qui a une mission d'Albert Thys, homme de confiance du roi Léopold II de Belgique et fondateur de la Congo Compagnie de Commerce et d'Industrie. Delcommune explore le bassin du Bas-Congo afin de déterminer le potentiel économique de la région en vue de l'établissement d'une voie ferrée le long du cours inférieur du fleuve Congo. Il persuade Le Marinel de retarder son retour en Europe pour aider à l'exploration de la province du Kasaï, Sankuru et Lubefu.

### Deuxième affectation au Congo
Fin juillet 1889, Le Marinel revient à Boma à la suite de sa deuxième affectation. Il a été promu au grade de lieutenant et nommé commissaire du district du Kasaï-Lualaba. Il a été chargé par le roi Léopold II de Belgique de deux tâches principales. La première, c'est la création d'un poste militaire près de Luluabourg. En effet, les commerçants arabes, ou Swahilis, avaient pénétré dans les grands lacs de la côte Est de l'Afrique et étaient à la recherche d'esclaves et d'ivoire. Le poste militaire devait se défendre contre cette menace et Le Marinel a le choix d'un endroit approprié. Il désigne Lusambo, au bout de la partie navigable de la rivière Sankuru et, en mai 1890, il s'établit à cet endroit. Mais le gouverneur général, Camille Smith, demande à Le Marinel d'enquêter sur Bena Kamba, une ville sur la Lomami, comme autre lieu pour installer le poste. Le Marinel y va en reconnaissance contre son gré, mais, finalement, le site de Lusambo est confirmé. La station va bientôt devenir l'un des plus importants postes militaires du Congo belge. Le Marinel emmène les guerriers de Zappo Zap à Luluabourg, où ils sont utilisés pour faire respecter la politique de taxation et le travail forcé dans le Kasaï, y gagnant une réputation de grande brutalité.
La deuxième tâche, donnée directement à Le Marinel par Léopold II, est d'occuper le Katanga. Le Marinel part le 23 décembre 1890 avec pour instruction de hisser le drapeau à Bunkeya, la capitale du Katanga, éloignée de 1 300 kilomètres. L'expédition comprend 150 porteurs et 180 soldats africains, dont beaucoup sont Hausas. Le Marinel les conduit en suivant le cours de la Lubi à travers une région peuplée, mais qui n'avait jamais été visitée par les Européens, et traverse la rivière Sankuru. En janvier 1891, le groupe atteint Luaba, où Le Marinel demande la permission de traverser l'état Kanyok contrôlée par Kabw Muzemb qui possède un navire négrier bien armé. Il est autorisé à passer et arrive avec tout son monde à Kanyok le 26 janvier 1891. Après une semaine, l'expédition est prête à repartir sur des canoës construits pour l'occasion. Mais, à la suite d'un malentendu entre des indigènes et des noirs de l'expédition, une bagarre éclate et les bâtiments du roi sont incendiés. Le Marinel préfère alors passer la rivière Luilu et entraîne son monde vers la Lualaba qu'il atteint en mai et où il rencontre un émissaire envoyé par Msiri qui règne sur le Katanga. En continuant vers le sud, le 18 avril 1891, Le Marinel et sa troupe atteignent Bunkeya et sont reçus avec courtoisie par Msiri. Le Marinel passe sept semaines à Bunkeya à palabrer avec Msiri pour le persuader d'accepter l'autorité belge. Mais en vain. Il quitte alors Msiri en laissant une petite garnison non loin de Bunkeya pour maintenir la pression sur le chef indigène et retourne à Lusambo, y arrivant le 18 août 1891.
Une expédition dirigée par Delcommune atteint Bunkeya plus tard cette année-là et y rencontre Msiri pour tenter de conclure un traité avec lui, mais encore sans succès. En avril 1892, Le Marinel remet à Francis Dhanis le commandement du poste fortifié de Lusambo, dans la région du Kasaï/Lualaba, et retourne en Belgique.

### Fin de carrière
Le Marinel revient au Congo en 1893 en tant qu'inspecteur d'État. Cette année-là, il envoie une expédition pour sauver Francis Dhanis, qui lutte contre les arabes à Nyangwe. Puis, en 1894, il est chargé d'entreprendre un voyage d'inspection sur la rivière Uélé près de la frontière nord de l'état libre, région qui est un sujet de litige avec la France. Ensuite, il entreprend de réformer l'administration de l'état en proie à des querelles constantes entre fonctionnaires. C'est alors qu'il commence à consommer beaucoup d'alcool.
Le Marinel revient en Europe en 1896 et reprend sa place dans l'armée belge. Il est promu au grade de capitaine-commandant en 1897 avant de quitter définitivement l'armée en 1899. Il reçoit de nombreuses offres de sociétés qui convoitent d'utiliser sa compétence dans leurs entreprises au Congo où il ne retourne qu'en 1906, en qualité d'administrateur de la Compagnie du Lomami. L'emploi est décevant car l'époque pionnière est révolue. La plupart des tâches confiées à Le Marinel sont routinières et, dans l'ensemble, inefficaces face à de nombreux abus. Aussi, Le Marinel renonce-t-il son poste en 1908 pour devenir directeur de la Société Anonyme Belge pour le Commerce du Haut-Congo. Mais, en janvier 1910, sa santé s'altère rapidement et il doit quitter le Congo belge pour rentrer en Belgique. En octobre 1911, il est élu conseiller communal de Schaerbeek. 
Il meurt à la Villa Coloniale de Watermael-Boisfort le 29 novembre 1912, âgé d'un peu plus de 54 ans d'une maladie contractée au cours de son dernier séjour au Congo.

## Hommages et distinctions
Une centrale hydroélectrique, près de Kolwezi au Katanga, ouverte en 1956, a été baptisée Le Marinel. Le barrage est haut de 68 m et 180 m de long et produit une moyenne de 1430 millions de kWh par an.
Une artère de la commune bruxelloise d'Etterbeek s'appelle avenue Le Marinel.
Il a reçu la médaille d'or des sociétés de géographie de Bruxelles et d'Anvers.
Il a également reçu les distinctions suivantes :
- Chevalier de l'ordre de Léopold ;
- Chevalier de l'ordre royal du Lion (Congo belge) ;
- Officier de l'ordre de l'Étoile africaine (Congo belge) ;
- Étoile de Service ;
- Médaille de la Campagne arabe ;
- Médaille commémorative de l'Exploration du Katanga.

## Sources
- (en) Benedetto Robert, Presbyterian reformers in Central Africa : a documentary account of the American Presbyterian Congo Mission and the human rights struggle in the Congo, 1890-1918, Leiden/New York/Köln, BRILL, 1996, 580 p. (ISBN 90-04-10239-6, lire en ligne)
- (nl) De Coster Pieter, De eerste Europese ontdekkingsreizen in Katanga 1797-1897, 1997 (lire en ligne), « Biografie van Paul Le Marinel »
- de Villers Gauthier, Cahiers africains, Issues 35-36, Editions L'Harmattan, 1999 (ISBN 2-7384-7326-1, lire en ligne)
- Christine Meuris, « SCRAMBLE FOR KATANGA », 2001 (consulté le 8 décembre 2011)
- Joseph A. Moloney, With Captain Stairs to Katanga : Slavery and Subjugation in the Congo 1891-92, Jeppestown Press, 2007, 193 p. (ISBN 978-0-9553936-5-5 et 0-9553936-5-5, lire en ligne)
- (en) Jan Vansina, Being colonized : the Kuba experience in rural Congo, 1880-1960, Madison (Wis.), Univ of Wisconsin Press, 2010, 342 p. (ISBN 978-0-299-23644-1 et 0-299-23644-7, lire en ligne)
- John C. Yoder, The Kanyok of Zaire : An Institutional and Ideological History to 1895, Cambridge University Press, 2002, 232 p. (ISBN 0-521-52310-9, lire en ligne)